# Oh ! Johnny mon amour !
Pour plus de détails, voir Fiche technique et Distribution.
 Oh ! Johnny mon amour ! est un film américain en noir et blanc réalisé par Charles Lamont, sorti en 1940.

## Synopsis
Johnny Sandham est un vendeur ambulant travaillant pour un grand magasin. Son camion force un roadster à quitter la route ; la propriétaire du véhicule est une héritière, « Kelly » Archeren, qui va à New York rejoindre son fiancé - qu'elle n'a encore jamais vu - pour s’enfuir avec lui. Johnny est contraint de la conduire à New York. Mais ils se retrouvent bientôt pris sous le feu d'une course-poursuite entre des braqueurs de banque et une patrouille de police.

## Fiche technique
- Titre : Oh ! Johnny mon amour !
- Titre original : Oh, Johnny, How You Can Love!
- Réalisation : Charles Lamont
- Scénario : Arthur T. Horman, d’après Road to Romance d'Edwin Rutt
- Direction artistique : Jack Otterson
- Costumes : Vera West
- Photographie : Milton R. Krasner
- Montage : Philip Cahn
- Production : Ken Goldsmith
- Société de production et de distribution : Universal Pictures
- Pays d’origine :  États-Unis
- Langue : anglais
- Format : noir et blanc - 35 mm - 1,37:1 - son : Mono (Western Electric Mirrophonic Recording)
- Genre : comédie romantique, comédie musicale
- Durée : 63 min
- Date de sortie :
  - États-Unis : 1er janvier 1940

## Distribution
- Tom Brown : Johnny Sandham
- Peggy Moran : Carol Ann 'Kelly' Archer
- Allen Jenkins : Ed, alias la belette
- Donald Meek : Adelbert Thistlebottom
- Isabel Jewell : Gertie, serveuse au relais des camions
- Juanita Quigley : 'Junior'
- Joe Downing : 'Doc' Kendrick, braqueur de banque
- Horace McMahon : 'Lefty' Hodges, braqueur de banque
- Matt McHugh : Charlie le flic
- Vinton Hayworth : The Chaser (alias Jack Arnold)
- Betty Jane Rhodes : Betty - Singer of 'Oh, Johnny'